# Gazar Gah
Gazar Gah, noto anche come santuario di Khwaja 'Abd Allah Ansari, è un complesso funebre (hazira) ad Herat, in Afghanistan, che ospita la tomba del mistico sufi e santo Khwajah Abdullah Ansari, noto anche come il guardiano pir (uomo saggio) di Herat.

## Storia
Dopo la sua morte nel 1098, la sua tomba divenne un importante centro di pellegrinaggio sunnita. La ricostruzione del santuario fu commissionata dal sovrano timuride Shah Rukh nel 1425-27.
Il santuario è stato costruito in tipico stile timuride. Ci sono stati diversi lavori di ristrutturazione, ma durante l'invasione sovietica è caduto in cattive condizioni e da allora si è deteriorato. L'Aga Khan Trust for Culture ha sostenuto le riparazioni al santuario negli ultimi anni, sotto il suo programma Città storiche.

## Descrizione
La pianta del santuario ha 4 iwan. Uno di questi, quello orientale, è il fulcro architettonico principale di tutto il complesso. La sua baia poligonale è forata con tre aperture, mentre i suoi lati sono decorati con mosaici in maiolica che raffigurano disegni molto insoliti.
Le superfici delle pareti esterne sono ruvide, spesso irregolari, mentre gli interni sono ricchi di materiali decorativi.

## Descrizione di Robert Byron
Nel 1934 Robert Byron visitò questo monumento lasciando una dettagliata descrizione anche in merito alla sua storia:
(Byron, La via per l'Oxiana Adelphi ISBN 978-88-459-1574-1 p. 139)